# Plesionika carinata
Plesionika carinata is een garnalensoort uit de familie van de Pandalidae. De wetenschappelijke naam van de soort is voor het eerst geldig gepubliceerd in 1951 door Holthuis.